# Mohammad Farokhmanesh
Mohammad Farokhmanesh (persisch محمد فرخ منش; * 26. November 1971 in Schiras, Iran) ist ein iranisch-deutscher Regisseur, Autor und Filmproduzent.

## Werdegang
Mohammad Farokhmanesh wurde am Iranischen Jugendfilminstitut ausgebildet. Zwischen 1995 und 2001 studierte er an der Hochschule für Bildende Künste (HfBK) in Hamburg Visuelle Kommunikation mit dem Schwerpunkt Film und realisierte in dieser Zeit erste Kurzfilme.  Anschließend war er zwei Jahre als Produktionsberater tätig.
Im Jahr 2000 gründete er gemeinsam mit Frank Geiger und Armin Hofmann die „brave new work GmbH“, eine Produktionsfirma mit Sitz in Hamburg und Köln. Im Jahr 2004 erhielt er ein Gerd-Ruge-Stipendium.
Als Regisseur und Produzent realisierte er über zwanzig Dokumentarfilme, Spielfilme und Kurzfilme. Im Jahr 2009 erfolgte sein Langfilmdebüt Reich des Bösen. Der Film wurde im Wettbewerb des IDFA gezeigt und mit dem Gerd-Ruge-Stipendium der Filmstiftung NRW ausgezeichnet. Als Produzent agierte er u. a. bei dem Animationsfilm Teheran Tabu, welcher seine Premiere 2017 auf dem Filmfestival in Cannes feierte. Sein kontrovers diskutierter, teilweise animierter Dokumentarfilm Kleine Germanen, den er zusammen mit Frank Geiger realisierte, feierte seine Premiere auf dem CPH:DOX 2019 und wurde für den Deutschen Dokumentarfilmpreis nominiert.

## Auszeichnungen
- 2004: Gerd-Ruge-Stipendium – Auszeichnung für Reich des Bösen
- 2008: Bucharest International Filmfestival – Bester Dokumentarfilm für Reich des Bösen
- 2007: International Documentary Film Festival Amsterdam – Nominierung für First Appearance Award, Amsterdam für  Reich des Bösen
- 2007: Kasseler Dokumentarfilm- und Videofest – Nominierung für den Goldenen Schlüssel für Reich des Bösen
- 2017: Internationale Filmfestspiele von Cannes – Nominierung für die Caméra d’Or und den „Critics’ Week Grand Prize“
- 2019: Deutscher Filmpreis – (Vorauswahl) für Kleine Germanen

## Filmografie
- 2001: Roadkill (Kurzfilm – Produzent, Regisseur)
- 2002: Mach mit – Mitmach-Theater gegen Gewalt
- 2004: Agujero (Kurzfilm – Produzent)
- 2004: Eine andere Liga (Spielfilm – Herstellungsleiter)
- 2006: 37 ohne Zwiebeln(Kurzfilm – Produzent)
- 2006: Colors of Memory (Spielfilm – Produzent)
- 2006: Strip Mind (Kurzfilm – Produzent)
- 2007: Eine schöne Melodie (Dokumentation – Produzent, Regisseur)
- 2007: Gordian Troeller revisited
- 2008: Reich des Bösen (Dokumentation – Produzent, Regisseur)
- 2009: Kick in Iran (Dokumentation – Produzent)
- 2012: 45 Minutes to Ramallah (Spielfilm – Produzent)
- 2014: City Of Sounds (Dokumentation – Produzent)
- 2014: Die Mamba (Spielfilm – Produzent)
- 2017: Teheran Tabu(Animationsfilm – Produzent)
- 2017: Made in Islam (Dokumentation – Produzent)
- 2019: Kleine Germanen (Dokumentation – Produzent, Regisseur)
- 2019: Morgen sind wir frei (Spielfilm – Produzent)[2]
- 2021: Peterchens Mondfahrt (Animationsfilm – Produzent)
- 2022:Die Mucklas ... und wie sie zu Pettersson und Findus kamen ... (Kinderfilm – Koproduzent)
- 2022: Grand Jeté (Spielfilm – Produzent)
- 2024: Sieben Tage (Haft Rooz, Produzent)